# La glu (film 1908)
La glu  è un cortometraggio muto italiano del 1908 diretto da Giovanni Pastrone, prima produzione della casa cinematografica Itala Film di Torino. È ispirato all'omonimo romanzo di Jean Richepin del 1881.